# Gnophos intermediaria
Gnophos intermediaria är en fjärilsart som beskrevs av Turati 1919. Gnophos intermediaria ingår i släktet Gnophos och familjen mätare. Inga underarter finns listade i Catalogue of Life.